# Sowar
Siwar (även Suwar, Sowar) är en benämning på stridande ryttare. Namnet är kurdiskt, persiskt och indiskt och betyder "De som rider". Siwar användes också som en tjänstegrad för en menig soldat (ryttare) i brittisk-indiska armén. Titeln har också använts i Mogulrikets kavalleri.